# Násfa
A Násfa női név újabb keletű névadás a régies násfa szóból, aminek a jelentése: függő ékszer.

## Gyakorisága
Az 1990-es években szórványos név, a 2000-es években nem szerepel a 100 leggyakoribb női név között.

## Névnapok
- május 12.[2]
- május 14.[2]